# Petropoulos
 (février 2023).
Améliorez-le ou discutez des points à vérifier. 
Petropoulos était une entreprise automobile grecque fondée en 1923 à Thessalonique. La société était très populaire en Grèce jusque dans les années 1990, date à laquelle elle a fait faillite et a été fermée. La société a cessé de produire des véhicules en 1993, mais a commencé à importer des véhicules, mais cela a également cessé en 1995 lorsque la société a été complètement fermée. La marque assemblait des véhicules à partir de kits démontables envoyés par d'autres entreprises, mais vendus comme véhicules de l'entreprise.

## Histoire
La société a été créée en 1923, cette année-là, ils ont commencé à assembler le Petropoulos Model P qui était basé sur le Ford Model T, dont les kits ont été envoyés par Ford. La société a continué à produire le modèle P jusqu'en 1935, date à laquelle ils l'ont remplacé par le modèle Petropoulos M. Le Petropoulos Model P a rencontré un franc succès pour l'entreprise puisqu'environ 15 000 unités du véhicule ont été produites et vendues. Le Model M a également été un succès, en vendant environ 32 000 unités.
En 1942, la société a cessé de produire le Model M et a commencé à se concentrer sur les véhicules militaires pour la guerre. Après la guerre, la société a commencé à assembler le Petropoulos Fargas, qui était basé sur le GAZ Pobeda, la production de ce véhicule a commencé en 1948 et s'est terminée en 1956, en vendant environ 5000 unités. Le véhicule suivant de la société s'appelait le Petropoulos Naras, basé sur le GAZ-21. Environ 53 000 unités de ce véhicule ont été vendues et il a été remplacé par le Petropoulos Taras, basé sur le GAZ-24, qui s'est vendu à environ 35 000 unités. Après que le Taras a été arrêté en 1975, Petropoulos a commencé à produire le Petropoulos Rex, qui était basé sur l'Audi 100. Ce véhicule a été produit jusqu'en 1985 mais n'a pas eu beaucoup de succès car environ 19 000 unités ont été vendues. Dans les années 1970, la société a également commencé à produire les camions Petropoulos Carrier et Petropoulos Transporter qui ont eu beaucoup de succès et ont été produits jusqu'en 1993. En 1992, la société a fait une autre tentative de production d'une voiture de tourisme basée sur la Fiat Punto et appelée Petropoulos Villager, mais seulement 105 unités de ce véhicule ont été produites et il n'a pas été très réussi. Cette année-là, l'entreprise a cessé de produire des véhicules et s'est principalement concentrée sur les importations et en 1995, l'entreprise a été complètement fermée.

## Modèles
- Petropoulos Model P
- Petropoulos M
- Petropoulos Fargas
- Petropoulos Π-35
- Petropoulos Π-55
- Petropoulos Naras
- Petropoulos Taras
- Petropoulos Rex
- Petropoulos Carrier
- Petropoulos Carrier
- Petropoulos Villager